# Comin' Thro' the Rye (film 1916)
Comin' Thro' the Rye è un film muto del 1916 diretto da Cecil M. Hepworth.

## Trama
Una ragazza conquista il fidanzato di una sua rivale con un falso annuncio di matrimonio.

## Produzione
Il film fu prodotto dalla Hepworth.

## Distribuzione
Il film uscì nelle sale cinematografiche britanniche nell'ottobre 1916 distribuito dalla Harma Photoplays che ne fece una riedizione nel 1919.
Si conoscono pochi dati del film che si pensa sia stato distrutto insieme a gran parte dei film della compagnia nel 1924 dallo stesso produttore, Cecil M. Hepworth. Fallito, in gravissime difficoltà finanziarie, Hepworth pensava in questo modo di poter almeno recuperare il nitrato d'argento della pellicola.